# Türkeistämmige in der Schweiz
Türkeistämmige in der Schweiz sind Schweizer Bürger mit Herkunft aus der Türkei, in der Schweiz lebende türkische Staatsbürger und Doppelbürger mit beiden Nationalitäten.
Über die letzten zwei Jahrzehnte gab es eine starke Zunahme in der Diversität der Kultur, der Sprache und der Bräuche in der Schweizer Bevölkerung. Signifikante Schübe der Emigration von Menschen aus der Türkei in die Schweiz begannen in den späten 1960er Jahren mit der Ankunft von Arbeitsmigranten. Die grosse Mehrheit der Türken in der Schweiz sind Muslime, der Anteil der Aleviten ist deutlich höher als in der Türkei, da viele Aleviten auch aufgrund ihrer schwierigen politischen Situation in der Türkei auswanderten. Zudem leben in der Schweiz über 15.000 türkeistämmige Assyrer, welche als Christen der Syrisch-orthodoxen Kirche von Antiochien angehören.
Insgesamt leben in der Schweiz 120.000 Menschen mit Herkunft aus der Türkei, davon die meisten in den Kantonen Zürich, Aargau und Basel. In der französischsprachigen Schweiz leben am meisten Personen mit türkischer Staatsbürgerschaft im Kanton Waadt.

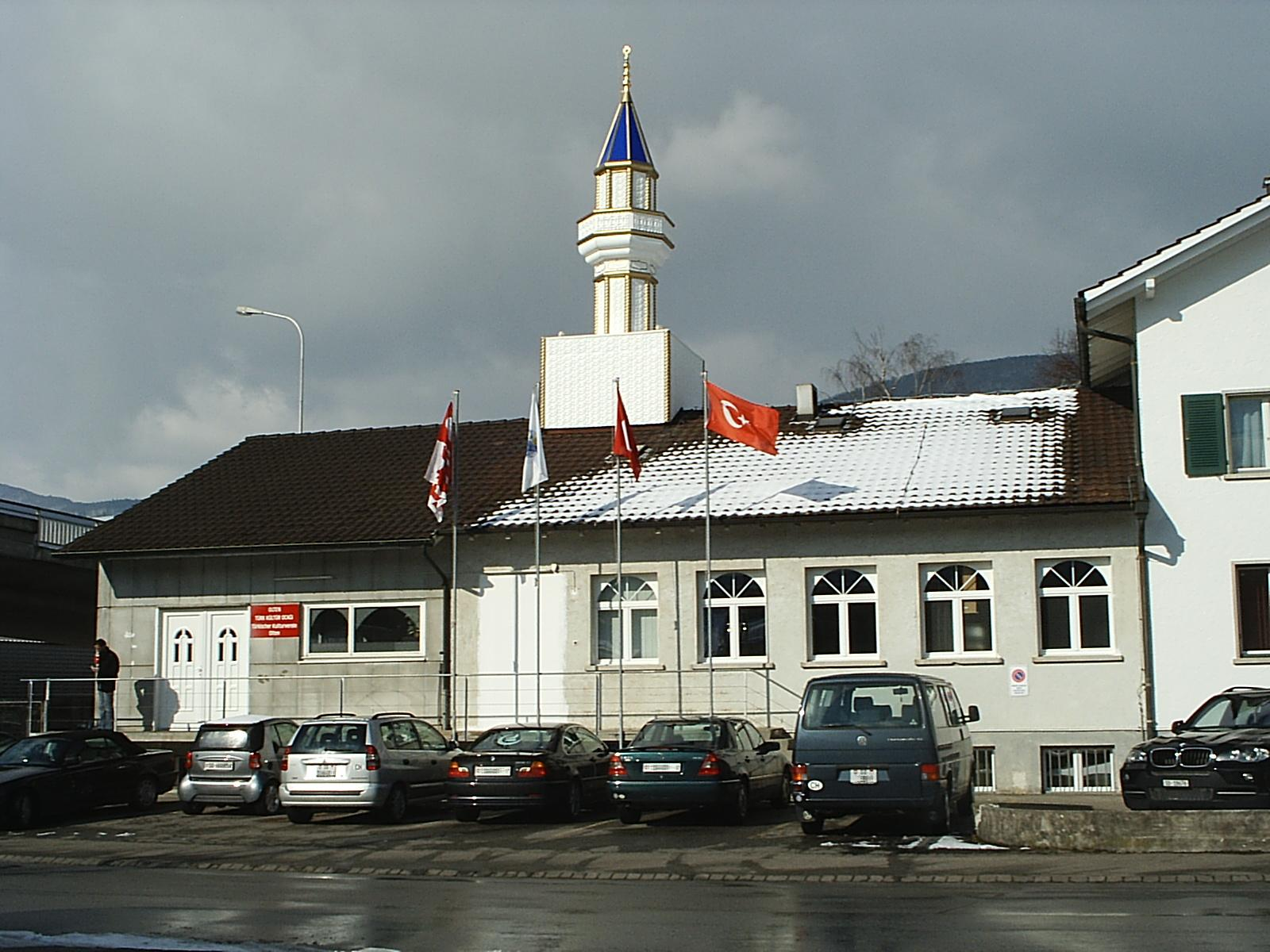
Moschee der Türkischen Kulturvereinigung Olten, Wangen bei Olten

## Geschichte
Historisch kamen die ersten Türken in den frühen 1960er-Jahren als Migrantenarbeiter in der Schweiz an. Arbeit war zunächst hauptsächlich im industriellen, Textilverarbeitungs- und Cateringsektor anzutreffen. Anders als die Situation in Österreich, Deutschland, den Niederlanden und Belgien fand diese Immigration außerhalb von offiziellen Vereinbarungen zwischen den zwei Staaten Schweiz und Türkei statt – die Mehrheit der Türken kam auf eigene Initiative in die Schweiz.

## Demografie
Die türkische Gemeinschaft in der Schweiz konzentriert sich speziell in den Städten Zürich, Basel und Lausanne.
Die Schweiz beheimatet rund 106'000 in der Türkei wahlberechtigte türkeistämmige.
| 2004                          | 77.058 |
| 2005                          | 75.903 |
| 2006                          | 74.342 |
| 2007                          | 73.157 |
| 2008                          | 72.204 |
| 2009                          | 71.584 |
| 2010                          | 71.835 |
| 2011                          | 71.367 |
| 2012                          | 70.845 |
| 2013                          | 70.440 |
| 2014                          | 70.440 |
| 2015                          | 69.215 |
| 2016                          | 68.744 |
| 2017                          | 68.172 |
| (Quelle: Schweizer Statistik) |        |

| 1997         | 1.814 |
| 1998         | 2.093 |
| 1999         | 2.260 |
| 2000         | 3.127 |
| 2001         | 3.116 |
| 2002         | 4.128 |
| 2003         | 4.216 |
| 2004         | 3.565 |
| 2005         | 3.467 |
| 2006         | 3.457 |
| Quelle: OECD |       |

## Kultur

### Religion
Die Mehrheit der türkischen Gemeinden in der Schweiz übt den Islam aus. Allerdings unterscheiden sich ihre religiösen Organisationen von denen anderer muslimischer Gemeinschaften im Land. Die Türken werden gespalten durch ideologische und politische Teilungen in ihrem Heimatland. Als in den 1970er-Jahren die islamistische Bewegung Millî Görüş in Deutschland für Türken gegründet wurde, traten zahlreiche Türken in der Schweiz dieser Organisation bei. Allerdings zog auch die Diyanet İşleri Türk İslam Birliği, das Türkische Direktorat für religiöse Angelegenheiten das Imame zur Türkischen Diaspora sendet, andere Türken an, um diese vom türkischen Staat kontrollierte Form des Islam auszuüben. Türkische Gruppen wie die Sufi Suleymancilar und die Nurcu-Konfraternität spielen auch eine Rolle in der muslimisch-türkischen Gemeinschaft in der Schweiz.
Über 20.000 der türkeistämmigen Gemeinschaft in der Schweiz gehört dem Christentum an. Dabei handelt es sich um ca. 15.000 Assyrer und ca. 5.000 Armenier.

### Sprache

Die zehn meistgesprochenen Sprachen in der Schweiz.

Die türkeistämmige Gemeinschaft in der Schweiz spricht als Muttersprache Türkisch, Kurdisch, Syrisch-Aramäisch (Surayt) und eine der vielen Sprachen der Türkei.
Als Zweitsprache sprechen besonders die eingebürgerten Türkischschweizer Deutsch, Französisch und Italienisch.

## Nationale Vereinigungen
Die Türkische Gemeinschaft hat Vereinigungen und Assoziationen gegründet um die Bräuche und Traditionen lebendig zu erhalten.
Kulturelle Gemeinden, Sportclubs – vor allem Fußballteams und religiöse Organisationen bestehen in den meisten Großstädten der Schweiz.